# Episodi di Dal tramonto all'alba - La serie (seconda stagione)
La seconda stagione della serie televisiva Dal tramonto all'alba - La serie (From Dusk till Dawn: The Series) è stata trasmessa in prima visione assoluta negli Stati Uniti d'America dal 25 agosto 2015 su El Rey Network.
In Italia la stagione verrà trasmessa in chiaro su Rai 4 dal 1º giugno 2016.
| nº | Titolo originale                           | Titolo italiano                          | Prima TV USA      | Prima TV Italia |
| -- | ------------------------------------------ | ---------------------------------------- | ----------------- | --------------- |
| 1  | Opening Night                              | Serata inaugurale                        | 25 agosto 2015    | 1º giugno 2016  |
| 2  | In a Dark Time                             | In un'epoca oscura                       | 1º settembre 2015 | 1º giugno 2016  |
| 3  | Attack of the 50 Ft. Sex Machine           | L'attacco di Sex Machine                 | 8 settembre 2015  | 8 giugno 2016   |
| 4  | The Best Little Horror House in Texas      | La migliore casetta degli orrori         | 15 settembre 2015 | 8 giugno 2016   |
| 5  | Bondage                                    | Bondage                                  | 22 settembre 2015 | 15 giugno 2016  |
| 6  | Bizarre Tales                              | Racconti bizzarri                        | 29 settembre 2015 | 15 giugno 2016  |
| 7  | Bring Me the Head of Santanico Pandemonium | Voglio la testa di Santanico Pandemonium | 6 ottobre 2015    | 22 giugno 2016  |
| 8  | The Last Temptation of Richard Gecko       | L'ultima tentazione di Richard Gecko     | 13 ottobre 2015   | 22 giugno 2016  |
| 9  | There Will Be Blood                        | Ci sarà del sangue                       | 20 ottobre 2015   | 29 giugno 2016  |
| 10 | Santa Sangre                               | Santa Sangre                             | 27 ottobre 2015   | 29 giugno 2016  |